# NGC 4672
NGC 4672 est une très vaste galaxie spirale vue par la tranche et située dans la constellation du Centaure. Sa vitesse par rapport au fond diffus cosmologique est de 3 484 ± 21 km/s, ce qui correspond à une distance de Hubble de 51,4 ± 3,6 Mpc (∼168 millions d'al). NGC 4672 a été découverte par l'astronome britannique John Herschel en 1834.
La classe de luminosité de NGC 4672 est I et elle présente une large raie HI.
À ce jour, une douzaine de mesures non basées sur le décalage vers le rouge (redshift) donnent une distance de 52,833 ± 7,809 Mpc (∼172 millions d'al), ce qui est à l'intérieur des valeurs de la distance de Hubble.

## Morphologie

### Galerie

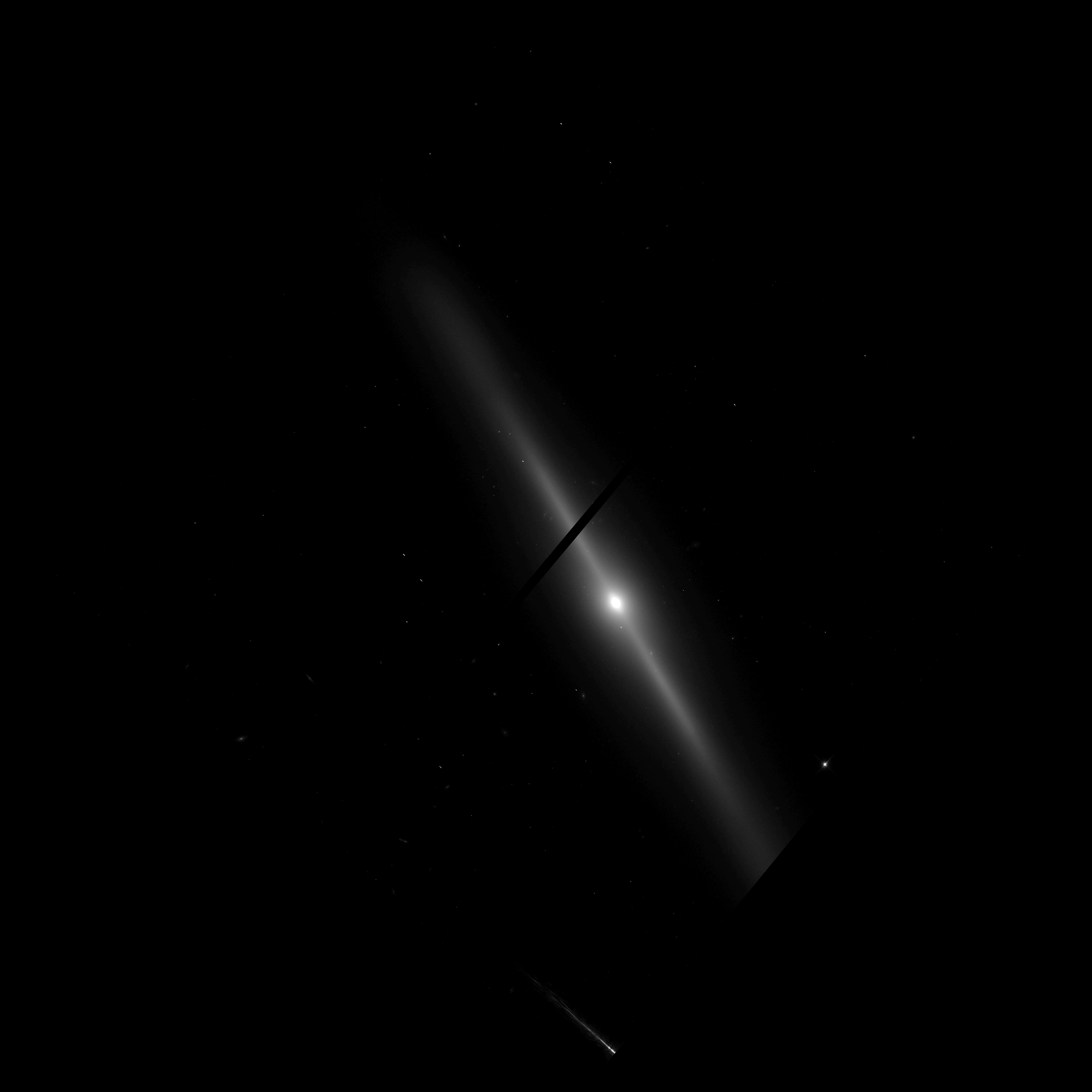
NGC 4672 par le télescope spatial Hubble.
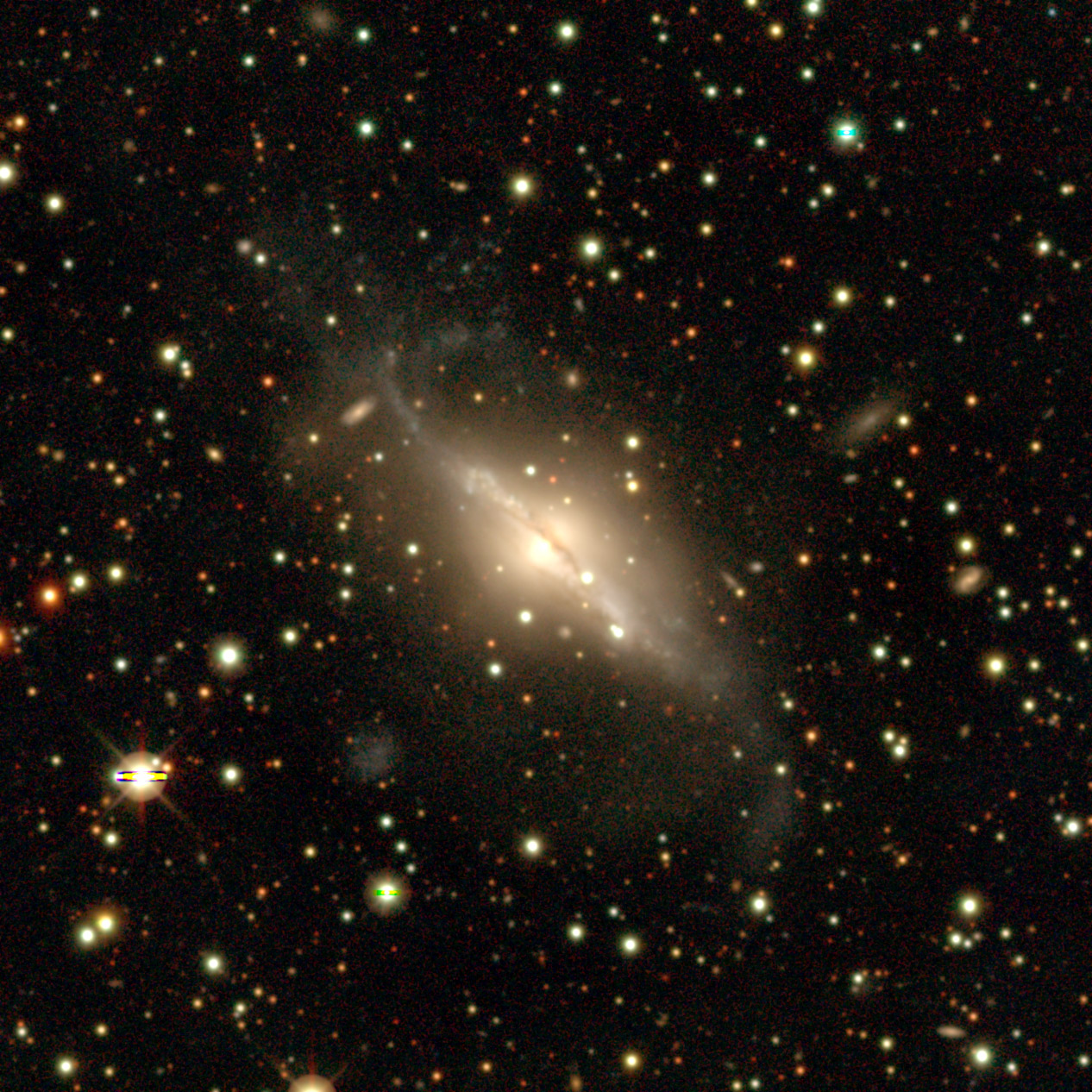
NGC 4672 par le projet « Legacy Surveys DR10 »[6]..
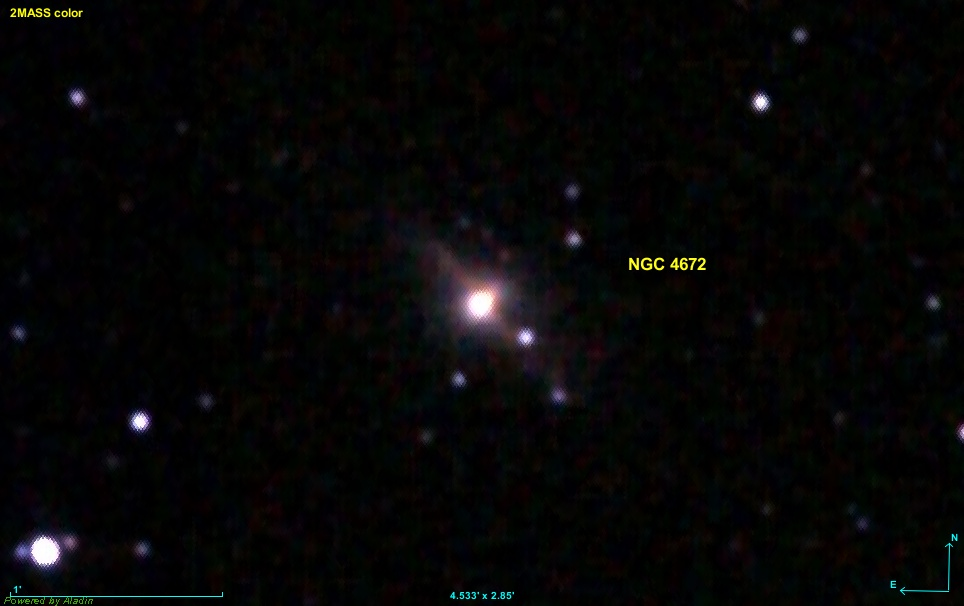
NGC 4672 dans le domaine de l'infrarouge par le relevé 2MASS.
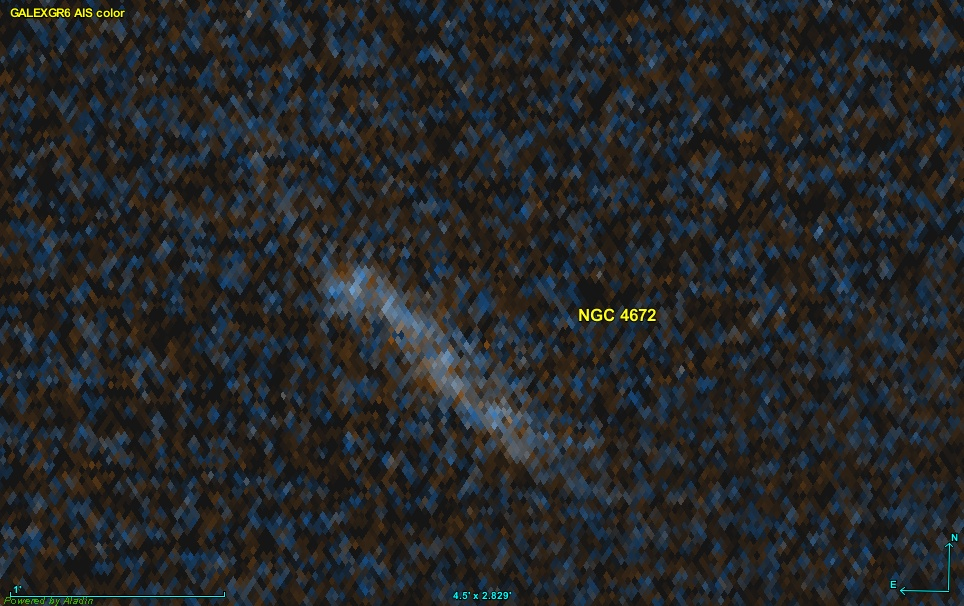
NGC 4672 dans le domaine de l'ultraviolet par le télescope spatial Galaxy Evolution Explorer.

Eskridge, Frogel et Pogge ont publié un article en 2002 décrivant la morphologie de 205 galaxies spirales ou lenticulaires rapprochées. Les observations ont été réalisées dans la bande H de l'infrarouge et dans la bande B (le bleu). Selon Eskridge et ses collègues, NGC 4699 est de type SBa dans la bande B et SB0 dans la bande H.Le noyau ponctuel brillant de NGC 4699 est intégré dans un bulbe elliptique. Ce buble est traversé par une courte barrre orientée le long du grand axe du bulbe. Le système renflement/barre est intégré dans un disque lisse et sans caractéristiques avec le même angle de position que le renflement. Il n'existe aucun signe de structure en spirale. 

## Groupe de NGC 4696
Selon A.M. Garcia, NGC 4672 est un membre du groupe de NGC 4696 qui compte au moins 79 galaxies. Les autres galaxies du New General Catalogue et de l'Index Catalogue de ce groupe sont NGC 4373, NGC 4499, NGC 4507, NGC 4553, NGC 4573, NGC 4601, NGC 4650, NGC 4677, NGC 4681, NGC 4683, NGC 4696, NGC 4729, NGC 4743, NGC 4744, NGC 4767, NGC 4811, NGC 4812, NGC 4832, IC 3290 et IC 3370.
Le groupe de NGC 4696 fait partie de l'amas du Centaure, un des amas du superamas de l'Hydre-Centaure.